# Sportpark Westvliet
Lo Sportpark Westvliet è un complesso polisportivo situato nella città de L'Aia, nei Paesi Bassi. Il parco si trova nelle immediate vicinanze del confine con Voorburg ed è amministrativamente parte del comune di Leidschendam-Voorburg.
Il complesso ospita numerose strutture sportive ed è sede di diversi club locali. Tra questi figurano il VV Wilhelmus, il Voorburgse Rugby Club e il Voorburg Cricket Club. Le strutture del parco sono utilizzate sia per attività sportive amatoriali sia per competizioni ufficiali, specialmente nel cricket.

## Cricket
Il campo da cricket di Sportpark Westvliet ha ospitato la sua prima partita ufficiale nel 2010, durante un incontro di riscaldamento tra le nazionali di Afghanistan e Scozia, in preparazione alla ICC World Cricket League Division One 2010, torneo organizzato nei Paesi Bassi. Sebbene il terreno presentasse un limite di confine troppo corto su un lato, condizione non conforme agli standard dell'International Cricket Council (ICC), fu comunque approvato per ospitare partite internazionali ufficiali di tipo One Day International (ODI) nel contesto del torneo.
Il primo ODI disputato sul campo vide l’Afghanistan affrontare il Canada. Complessivamente, il terreno ha ospitato quattro partite ODI; tuttavia, due incontri previsti furono successivamente spostati altrove a causa di giudizi negativi sulle condizioni del campo. Nonostante ciò, il cricket internazionale fece ritorno allo Sportpark Westvliet nel 2011, quando i Paesi Bassi affrontarono il Kenya in una partita valida per la ICC Intercontinental Cup One-Day 2011–13.
Nel 2025 l'impianto ha ospitato lo storico girone di qualificazione europea in cui l'Italia si è qualificata per la prima volta ai mondiali T20, battendo la Scozia.